# Охорона пам'яток історії та культури
Охорона пам'яток історії та культури — комплекс заходів, що здійснюються на державному або громадському рівні з метою захисту і збереження об'єктів історико-культурної спадщини та історичного середовища в цілому. Охоплює облік (виявлення, наукове вивчення, класифікацію, державну реєстрацію), консервацію, реставрацію, музеєфікацію, належне утримання й використання пам'яток.
Цілеспрямовані пошуки старожитностей почали широко здійснюватися протягом 18 ст., однак ставлення до них обмежувалося фіксацією й описом. Лише з початком 19 ст. наукова та культурна громадськість почала порушувати питання про охорону пам'яток старовини й мистецтва. До 1917, за умов відсутності відповідного законодавства та системи державних органів охорони пам'яток, вивчення і збереження старожитностей базувалися на громадській ініціативі й меценатстві. На українських землях, які входили до складу Російської імперії, істотний внесок у вирішення питань збереження культурної спадщини зробили наукові товариства, губернські вчені архівні комісії та статистичні комітети, зокрема, Київська археографічна комісія, Київське товариство старожитностей і мистецтв, Київське товариство охорони пам'ятників старовини та мистецтва, Київське церковно-археологічне товариство, Товариство дослідників Волині, Харківське історико-філологічне товариство, Подільський єпархіальний історико-статистичний комітет та ін. Значна пам'яткоохоронна діяльність була пов'язана також із підготовкою і проведенням на теренах України Археологічних з'їздів. У Західній Україні, що перебувала у складі Австро-Угорщини, зокрема в Галичині, протягом 19 — початку 20 ст. діяли центральна та місцеві громадські комісії з вивчення й охорони пам'яток архітектури, історії та мистецтва. Значну увагу збереженню укр. старовини приділяло Наукове товариство імені Шевченка. Однак наслідком перебування українських земель у складі інших держав стало вивезення до столиць метрополій найцінніших пам'яток, особливо до Санкт-Петербурга і Москви у зв'язку з діяльністю на теренах України Імператорської археологічної комісії та Московського археологічного товариства.
1917 за Української Центральної Ради та Української Народної Республіки розпочали діяльність Центральний комітет охорони пам'яток старовини і мистецтва в Україні та відділ музеїв і охорони пам'яток старовини й мистецтва генерального секретарства (згодом — народного міністерства) освітянських справ, Київський археологічний інститут. 1918 за Української Держави справа контролю за вивченням та збереженням старожитностей покладалася на відділ охорони пам'яток старовини і мистецтва у складі головного управління мистецтв і національної культури. 1919—20 нагляд за пам'ятками здійснювало народне міністерство народної освіти УНР, а в прифронтових районах — культурно-освітній відділ при головній управі Генерального штабу військ УНР. На територіях, контрольованих радянською владою, діяв Всеукраїнський комітет охорони пам'яток мистецтва і старовини при народному комісаріаті освіти УСРР. Головне зусилля в цей час спрямовувалися на фізичне збереження старожитностей і творів мистецтва, разом із тим уперше було оголошено їх державний захист, започатковано загальну реєстрацію, заходи із запобігання незаконним археологічним розкопкам і вивезенню культурних цінностей, розроблено проекти законодавчих актів про охорону пам'яток. Проте численні визначні культурні цінності в період 1917—22 було втрачено, особливо багато загинуло поміщицьких палаців і садиб.

## Українське відродження 1920-х рр
У добу т. зв. українського відродження 1920-х рр. відбулося піднесення пам'яткоохоронного руху. Наукове керівництво й контроль за збереженням пам'яток здійснювали Всеукраїнський археологічний комітет при ВУАН та Головна інспектура охорони пам'яток культури у складі народного комісаріату освіти УСРР, крайові комісії охорони пам'яток, Український комітет охорони пам'ятників культури. У цей час ухвалено низку важливих рішень уряду з питань збереження культурної спадщини, вперше по всій території України були організовані систематичні археологічні дослідження, здійснена реєстрація нерухомих пам'яток (у 1929 — 3 тис., у тому числі 562 республіканського значення), започаткована мережа історико-культурних заповідників.

## Нищення культурних цінностей протягом 1930-х рр
Протягом 1930-х рр. справа охорони пам'яток перебувала в занедбаному стані, припинили існування центральні й місцеві органи, що її здійснювали. Нищення культурних цінностей було піднесено на рівень офіційної політики. Особливо масово руйнувалися пам'ятки церковного зодчества, серед них — Свято-Михайлівський Золотоверхий собор 12 ст. в Києві. Істотних втрат зазнала культурна спадщина України під час Другої світової війни. За неповними даними, було зруйновано бл. 1 тис. цінних пам'яток архітектури, з яких 347 втрачені повністю. У результаті масових руйнувань населених пунктів практично повністю була знищена історична забудова багатьох старовинних міст. Постраждало чимало історико-меморіальних пам'яток, зокрема будинки-музеї Тараса Шевченка, Миколи Гоголя, Леоніда Глібова, Михайла Коцюбинського, Юрія Федьковича, Юліуша Словацького та ін.

## Відновлення державної системи органів охорони пам'яток
Протягом 1944—47 в Україні було відновлено державну систему органів охорони пам'яток на центральному й обласному рівнях, яка включала в себе Урядову комісію по охороні пам'яток культури і старовини, Управління охорони пам'яток культури і старовини при Комітеті у справах культурно-просвітніх установ (історія, археологія, мистецтво), відділ охорони пам'яток при Управлінні у справах архітектури та спеціалізований трест «Будмонумент». 1948 в результаті запровадження загальносоюзної структури органів Урядову комісію було скасовано. Із 1953 збереження пам'яток історії, археології та мистецтва покладено на Міністерство культури УРСР, пам'яток архітектури — на Держбуд УРСР. Протягом 1940-х — серед. 1950-х рр. були затверджені списки історичних міст (6 — загальносоюзного й республіканського значення, 27 — із великою кількістю архітектурних пам'яток), державні реєстри пам'яток архітектури (2070 одиниць), історії (21 200), археології (7027), мистецтва (818), розгорнуті реставраційні роботи на 600 об'єктах, з яких 118 були завершені. Однак із кінця 1950-х рр. охорона пам'яток стала розглядатися як марнотратство, державні реєстри були скорочені: архітектурних об'єктів — на 36 % (на 740 одиниць), історичних — на 23 % (на 6701), переважно за рахунок пам'яток до жовтневого перевороту. Кошти на реставрацію практично не виділялися. Зі створенням 1966 Українського товариства охорони пам'яток історії та культури відбулося пожвавлення пам'яткоохоронної діяльності. Починає відновлюватися система органів охорони пам'яток, запроваджується їх нова реєстрація. Ухвалення 1976 і 1978 відповідно загальносоюзного та республіканського законів про охорону й використання пам'яток історії та культури сприяло підвищенню уваги державних органів і громадськості до збереження культурної спадщини. 1988 УРСР приєдналася до Конвенції про охорону всесвітньої культурної та природної спадщини 1972. 1977 в Україні налічувалося понад 47 тис. пам'яток, у 1987—107 тис. У 1977 реставраційні роботи були проведені на суму 13,5 млн карбованців, 1979 — 18,8 млн крб., у 1980—85 — 123 млн крб. З 1986 розгорнуто підготовку багатотомного «Зводу пам'яток історії та культури України». Однак пам'яткоохоронна діяльність велася під щільним ідеологічним наглядом, зосереджувалася переважно на пам'ятках революційної боротьби й радянської доби, які складали 88,8 % від загального числа історичних об'єктів.

## Проголошення незалежності України
Із проголошенням незалежності України з початком 1990-х рр. питання охорони пам'яток знайшли відображення в Конституції України (ст. 56), Основах законодавства про культуру (1992), 2000 було ухвалено «Закон про охорону культурної спадщини». Започатковано Державний реєстр національного культурного надбання. Відбулося значне зростання кількості облікованих об'єктів — із 121 801 в 1991 до понад 147 000 у 1999. Виявляються і зберігаються пам'ятки козаччини, українського національно-визвольного руху, пов'язані з масовими політичними репресіями та голодоморами за радянського режиму. Значна увага приділяється питанням комплексного збереження історико-культурного середовища, зокрема історичних міст, створенню історико-культурних заповідників. Розроблено й розпочато реалізацію державної програми відтворення втрачених визначних пам'яток архітектури, зокрема, 2000 відбудовано Київський Свято-Михайлівський Золотоверхий собор та Успенський собор Києво-Печерської лаври. Національний заповідник «Софія Київська», Києво-Печерський національний історико-культурний заповідник та історична частина Львова включені до Списку всесвітньої культурної спадщини ЮНЕСКО.
Разом із тим, в умовах переходу до ринкової економіки держ. система охорони пам'яток виявилася недостатньо ефективною. Загальна кількість пам'яток культури, що перебувають на державному обліку, зменшилася і складала понад 130 тис. одиниць у 2007. Набули поширення незаконні археол. розкопки з метою продажу знайдених речей. Численними є факти проведення орних робіт на місцях розташування курганів і старовинних поселень. В істор. центрах міст руйнується давня забудова, споруджуються висотні будинки й офісні центри. Так, значний громад. і міжнар. резонанс викликала забудова навколо Нац. заповідника «Софія Київська», що стало предметом розгляду фахівцями ЮНЕСКО.